# THE LONDON TIMES
THE LONDON TIMES（ザ・ロンドンタイムス）は、日本のロック・バンド。1983年に結成し、1988年に解散した。2019年に再結成している。

## メンバー
片岡健一（かたおか けんいち、1963年2月28日 - ） - ボーカル
東京都練馬区出身。通称「サンペイ」（林家三平に由来する）。
元頭狂ドールズ、FREDERICK、Action Painting、THAMES BEAT。
亀山哲彦（かめやま てつひこ、1963年3月5日 - ） - ベース（元キーボード）
通称「キャプテン・ティンカーベル」「カメさん」。
元ザ・コーツ、キャプテンズ・マーマレード。
現在は河口純之助・山背弘と共にザ タイムトラベラーズのベーシストとして活動
河口純之助（かわぐち じゅんのすけ、1961年4月26日） - ギター
通称「河ちゃん」。
元THE BLUE HEARTS。
八壱（やいち） - ドラムス

### 元メンバー
渡辺淳一（わたなべ じゅんいち、1963年7月18日 - ） - ギター
岩島篤史（いわじま あつし、1962年10月6日 - ） - ベース
通称「イワジー」。
元・頭狂ドールズ、Yaung Skins、チロリアンテープ・チャプター4、デキシード・ザ・エモンズ、FREDERICK、THAMES BEAT、岩島40Colours、岩島篤史 with FRESH!!。岩島篤名義でも活動。
金野由之（こんの よしゆき、1965年5月10日 - ） - ドラム
通称「コンちゃん」。
元DEEP&BITES、the castanets、MAMORU & THE DAViES。
冨澤裕之（とみざわ ひろゆき、1963年2月6日 - ） - ドラム
通称「トミー」。
元FREDERICK、TIMESLIP-RENDEZVOUS。
島津正志（しまづ まさし、1963年5月8日 - ） - ドラム
1986年『JUST A BEAT SHOW』の録音の直後に失踪。

## 概要
1980年代にFREDERICKで活動していた片岡健一が結成したモッズ・バンドで、THE BLUE HEARTS、ザ・コレクターズ、THE JUMPS、ザ・ファントムギフトなどのバンドとつながりを持っていた。前身バンドは頭狂ドールズ。

## 年表
1976年
片岡健一、中学校の同級生と「頭狂ドールズ」結成。
転校生だった岩島篤史を足踏みオルガンに起用する。
1979年
EastWestに参加。地区大会でアナーキーを見て衝撃を受ける。岩島ベースに転向。
1983年
1月、THE LONDON TIMESを本格的に始動。ドラムに冨澤裕之が参加するが脱退。島津加入。
1984年
元ザ・コーツの亀山哲彦がキーボードで参加。
1986年
3月8日「JUST A BEAT SHOW」収録後、島津失踪。ドラムに金野が加入。
6月、韋駄天ロックツアー敢行。THE BLUE HEARTS、TRASHと3バンドで東京・名古屋・大阪・京都をまわる。
9月、キャプテンレコードよりミニLP「無気力な時代」発表。
9月27日、豊島公会堂にてザ・ファントムギフトとジョイントライブ決行。800人動員。
1988年
メジャー・デビューが決定していたが、渡辺・金野・亀山が脱退することに伴い解散を発表。12月21日に日仏会館で解散ライブを行なった。
1992年
JUST A BEAT SHOWにて再結成ライブを行う。
2002年
JUST A BEAT SHOWの300回記念ライブにて再結成ライブを行う。
2019年
新宿ロフトで行われたJUST A BEAT SHOWにて再結成を果たす。
2020年
下北沢 Flowers loftでのライブを最後に活動を休止する。

## 解散後（1988年）
片岡は岩島・富澤とFREDERICKを結成するが1993年に活動を休止。数年の音楽活動休止期間を経て2004年に再び岩島とTHAMES BEATを結成するが、岩島は数年後に脱退。
岩島は片岡・富澤とFREDRICKで活動。活動休止後は様々なバンドで活動し、2004年に再び片岡とTHAMES BEATを結成するが、数年後に脱退。
亀山はキャプテンズ・マーマレードを結成。同時期にFREDRICKのサポートメンバーとしても活動していた。
金野はドラマーからパーカッショニストに転向し、DEEP & BITESに加入。同バンド活動休止後は再びドラマーとしてthe castanets、元グレイトリッチーズのワタナベマモルのバンド、MAMORU & THE DAViESで活動。
冨澤は片岡・岩島とFREDRICKで活動。活動休止後はTIMESLIP-RENDEZVOUSを結成するが2009年に脱退。

## エピソード
ボーカルの片岡が「サンペイ」と呼ばれる理由は、口癖が林家三平のギャグ「どーもすみません」だった事から。
当時、キーボードの亀山はライブ時、顔を白塗りにしたうえスカートを履き女装してライブに参加していた。ある日、上田現は対バン時に彼に対抗する形で彼と同じようなスカートを履き、顔を赤塗りにして参加した。
1986年、「ロンタイ、レピッシュ、JETZTの『早稲田祭ライブ』での合同打ち上げの20数名と、相手側約3名が中野の「つぼ八（現在、同地は白木屋になっている）で喧嘩し、それがエスカレートして近くの交番まで警察に連れて行かれた挙句それでもおさまりがつかなくなり、ついにパトカーで代表者の片岡と相手方1人が警察まで行った」事件がある。この件は「中野“つぼ八”事件」としてレピッシュとロンタイのメンバー間で現在まで語り継がれてきている。
レピッシュの楽曲「room」（アルバム「WONDER BOOK」）は、メンバーの杉本恭一がロンタイの解散に衝撃を受けて作った曲である。
「THE LONDON TIMES TIMES」というフリーペーパーをライブ時に配布している。

## 作品

### シングル
- THEME OF THE LONDON TIMES（年代不明）
- HEINZ（年代不明・ソノシート）
- ビバ!クリスマス（年代不明・ソノシート）※「LONDON TIMES&BAD LOTS」名義。当時「渋谷La mama」で行われたクリスマスライブの入場者に無料配布された。コーラスにゲストとして甲本ヒロトやGHOULのMASAMIやが参加している。

### アルバム
- 無気力な時代（1986年9月）

#### オムニバス・アルバム
- MODS MAYDAY‘83 BEHIND THE NIGHT（1983年・カセットテープ）
- LES ENFANTS TERRIBLES（1984年）
- THE LONDON TIMES/BRIGHTON BLUE BEATS(1984年・コンピレーション・アルバム）
- MODS MAYDAY‘84 RADIATE FROM NEW HEARTS!（1984年・カセットテープ）※「BRIDGE HOUSE」名義で参加。
- JUST A BEAT SHOW 1986.3.8 YANEURA （1986年5月）
- 子どもたちのcity（1987年2月）